# Torta di nocciole
La torta di nocciole, anche detta torta Cortemilia, è un dolce diffuso nelle Langhe e nel Roero, in Piemonte.

## Storia
La torta di nocciole ha origini contadine e veniva preparata per Natale usando le nocciole avanzate dal raccolto estivo e poteva contenere rum e farina. In seguito, i pasticceri piemontesi la posero sotto un disciplinare stabilendo che il dolce dovesse nominarsi torta Cortemilia e contenere una percentuale di nocciole Piemonte IGP pari al 35%, uova, zucchero e burro. Oggi la torta di viene servita in molte pasticcerie, panetterie e ristoranti delle Langhe e del Roero ed è una specialità del Tigullio, in Liguria.

## Caratteristiche
La torta di nocciole contiene nocciole Piemonte tostate, tipicamente di qualità Tonda Gentile del Piemonte, uova, zucchero, burro e può presentare una piccola quantità di cacao e/o di miele di produzione regionale. La sua consistenza dura, asciutta e friabile la rende ideale da consumare con vini come il Moscato d'Asti e il Brachetto d'Acqui, o in alternativa con lo zabaione preparato usando il Moscato, il Barolo o il Barbaresco. 

## Preparazione
Per preparare la torta di nocciole bisogna dapprima mischiare il burro con lo zucchero e aggiungere in seguito le uova, continuando a mescolare. Aggiungere quindi buccia di limone, vanillina e rum. In un'altra terrina bisogna mescolare farina, lievito e nocciole tritate e, successivamente, miscelare il composto alla crema di burro e uova. Infine, il dolce viene infornato e consumato freddo. Il dolce può essere cosparso di zucchero a velo.